# ヨハネス・スピルベルク
ヨハネス・スピルベルク（Johannes Spilberg、1619年4月30日 - 1690年8月10日）は、17世紀のドイツの画家である。プファルツ選帝侯、フィリップ・ヴィルヘルムやその子ヨハン・ヴィルヘルムの宮廷画家を務めた。

## 略歴
デュッセルドルフで生まれた。宮廷画家の一族で、同名の父親 Johannes Spilberg der Ältereもプファルツ選帝侯、ヴォルフガング・ヴィルヘルムの宮廷画家であったが作品は残されていない。叔父にスペイン王室の宮廷画家になったガブリエル・スピルベルク(Gabriel Spilberg)がいる。
父親から絵を学び、デュッセルドルフの学校で学問を学んだ後、1640年に選帝侯ヴォルフガング・ヴィルヘルムに命じられて、推薦状をもってアントウェルペンの画家、ピーテル・パウル・ルーベンス(1577-1640) のもとに修行に送られたが、ルーベンスはその年に亡くなっていたので、アムステルダムで肖像画を得意とする画家のホーファールト・フリンク(1615-1660)に学ぶことになり、7年間修業した。
歴史画や肖像画で人気の画家となり、1650年にはアムステルダムの銃士隊の集団肖像画の依頼も受けた。1648年にアムステルダムの女性と結婚した。2人の息子と3人の娘が生まれ、娘の一人、アドリアナ・スピルベルク(Adriana Spilberg: 1650-1697)は画家になり、ヴィルヘルム・ブレークフェルト(Wilhelm Breekvelt: 1658–1687)と結婚し、夫が亡くなった後、エグロン・ファン・デル・ネール (1636–1703)と結婚した。
1650年代の初め、デュッセルドルフ宮廷の宮廷画家として招かれたが、1653年にアムステルダムに戻り、1661年に再び呼ばれ、宮廷画家に任じられ、1690年に亡くなるまで宮廷画家の地位にあった。建築家のミヒャエル・カニョン(Michael Cagnon)の設計したデュッセルドルフの教会(Neanderkirche)の装飾画も描いた。
デュッセルドルフで没した。

## 作品

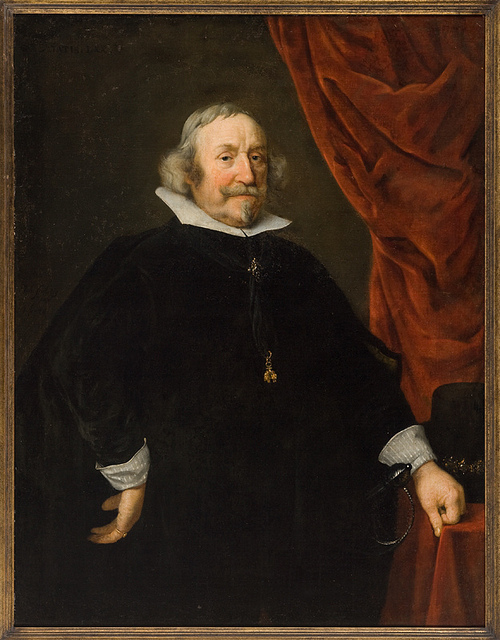
ヴォルフガング・ヴィルヘルム (プファルツ＝ノイブルク公) (1648)
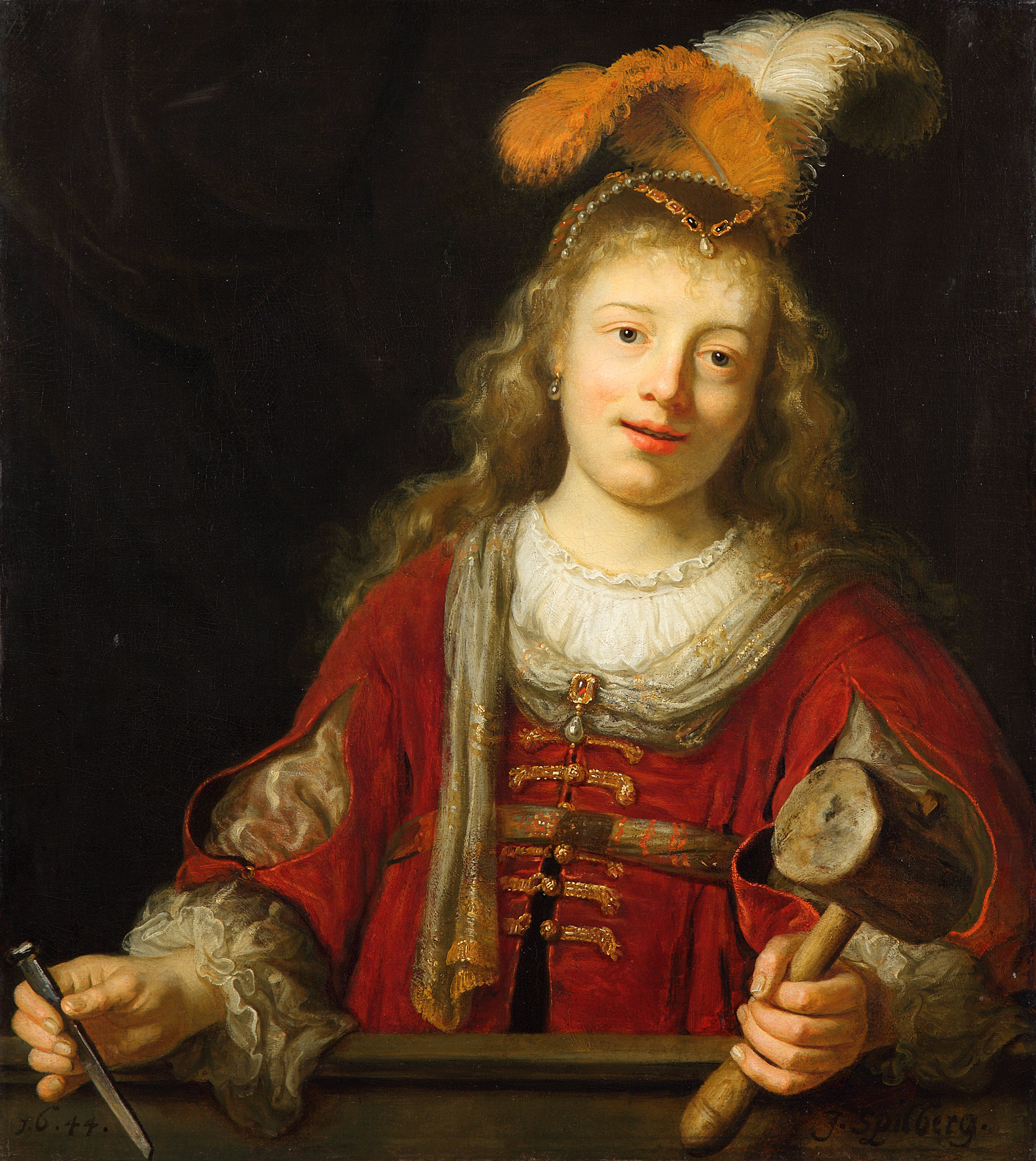
" Jael" (1644) 絵画館 (ベルリン)蔵
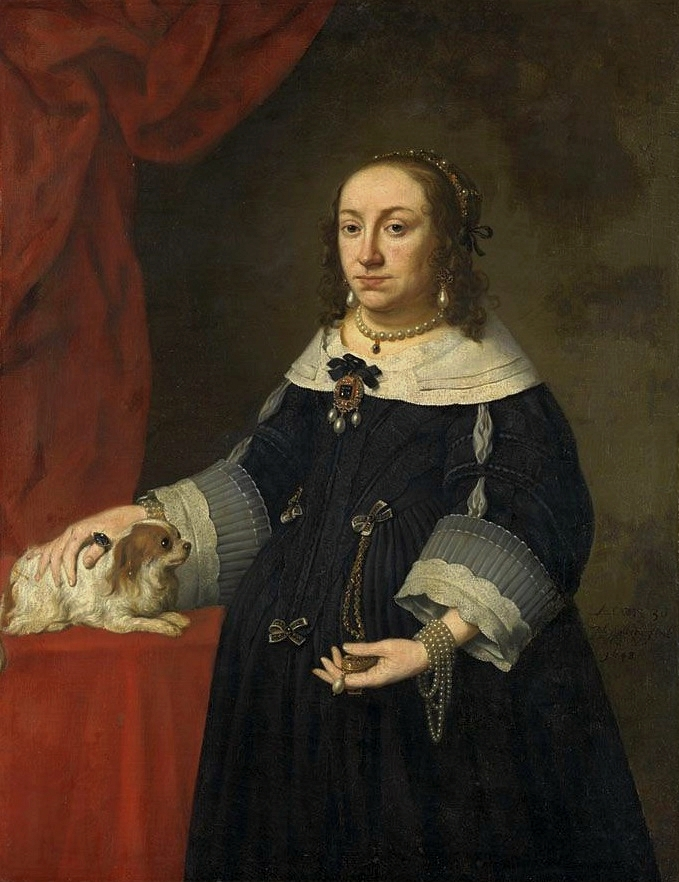
アンナ・カタジナ・コンスタンツィア・ヴァザ(1648) アルテ・ピナコテーク蔵
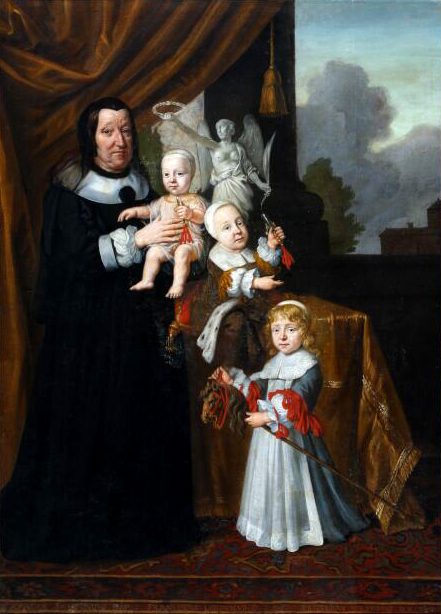
公爵夫人と孫たち(1667) Stadtmuseum Landeshauptstadt Düsseldorf蔵